# جبل النبي شيث
جبل «النبي شيث» أو (جبل الشعرة) يقع بين قرى «الشعرة» والمشيرفة ونعنو التابعة لناحية القدموس، بارتفاع /1014/ متر عن سطح البحر

## معالمه
قمته البازلتية لها تشكيل فريد، مما يجعله بشكل مميز ومرئي من جميع الاتجاهات من حوله ومن مسافات بعيدة جداً وشكله هذا جعل منه نقطة علّام لكافة مناطق المحافظة، وعلى سفوحه تتواجد عدة ينابع أهمها هو نبع قرية الشعرة، وهذا قد يكون ألذّ مياه وأخفّ ينابيع «سورية»، إذ أنّ خزّان مياهه ومجراها كاملاً هو عبر صخور بركانية، وليست كلسية.
على رأس قمته يوجد قبرين لقديسين، ويسمى المقام، مقام «النبي شيث»، وقد يكون أساساً هو من زمن الفينيقيين، إذا أنّ هذه القمة وبالتأكيد كانت لها أهميتها الخاصة لدى الفينيقيين، حيث يمكن رؤية ساحل بحر منطقة جزيرة «أرواد» من عليها.
بجوار المقام يوجد بئر ماء تملئه الأمطار ويستعمل للشرب، ويمكن سحب الماء منه بالدلو، وله باب جانبي ويمكن النزول إلى مائه، عبر درج صخري نزولاً، وعلى سفوحه أيضاً مزارات متعددة منها، تشريفة «زين العابدين» التي ينمو في وسط إحدى صخورها شجرة بطم غريبة، وتحيط بها أشجار السنديان العملاقة، ولها بناء تاريخي صخري مميز جداً.
في عام /2012/ عبد طريق جديد حول القمّة من جهتها الجنوبية الشرقية وشق طريق ترابي إلى القمة، ولكنه لايزال غير سالك للآليات.

## الغطاء النباتي
بجوار القمة الصخرية من الغرب هناك بيتان مسكونان منذ زمن بعيد، وقد تحدوا صعوبات الزمن وبقوا هناك، وأخيرا وصلتهم التخديمات، وحول هذين البيتان توجد أشجار التين القديمة ومنها ما قد غدى من النوادر، إذ أنّ احداها فريد بنوعيته، وقد بقي منها فرع واحد أخضر بعد يبسان معظمها، فأخذ منه لإكثاره، وجدير بالذكر أن قمة هذا الجبل تنفرد بنباتاتها، عن نباتات محيطها، إذ تجد عليها زهر دغنينة الجبل القزمي، وينتشر زهر البربهان وغيره كما أنه وجد على سفح القمة الغربي، نبتة الرشاد بشكل برّي، وهذا أمر نادر.
أما الجهة الشرقية للقمة، فتغطيها أشجار الصلع الكبيرة، وهذه الأشجار نادرة الحجم ونادرة في المنطقة، ومن النادر أن تجد تجمع منها في أي مكان هذه الأيام، وحول القمة تكثر أشجار السنديان والبلوط الكبيرة، فتزيدها جمالاً، وفي معظم جوانبها الرطبة تكثر نباتات سرخس الرقيعة الأحمر شتاء والأخضر باقي أيام العام، والذي يضفي طابعاً خاصاً على قمة هذا الجبل، أما جهة القمة الشرقية الجنوبية فتسمى الشندخة وفيها تلك الصخور المشققة المميزة، وكلمة «الشندخة» كلمة مستعملة في بقاع أخرى من الجبال الساحلية، وقد تكون كلمة فينيقية وتعني مثلا الصخور المُطلّة